# 益山武明
益山 武明（ますやま たけあき、1989年4月14日 - ）は、日本の声優、俳優。沖縄県那覇市生まれの東京都板橋区育ち。

## 略歴
小さい頃、夕方に放送されていたアニメを見てアニメが好きになった。当時はロボットものが多かった。声優に興味を持つきっかけは『魔法少女リリカルなのは』の主題歌を同作に出演していた水樹奈々が歌っており、その時に主要キャラクターの声優が歌っていることに気づき衝撃を受けたという。
東京メディアアカデミー（現：専門学校 東京声優・国際アカデミー）の声優養成科を卒業後、賢プロダクション付属の声優養成所スクールデュオ（第12期）卒業。賢プロダクション（2012年4月 - ）所属。
音楽座ミュージカルには、2013年の秋オーディションに合格し、音楽座ミュージカル『ラブ・レター』サトシ役で初舞台、初主演を射止めた。音楽座ミュージカル/Rカンパニー所属。
2015年に一般女性と結婚。2017年9月には第1子が誕生している。

## 人物
趣味・特技は日本拳法。

## 出演
太字はメインキャラクター。

### テレビアニメ
2011年
- THE IDOLM@STER（観客C）

2012年
- イクシオン サーガ DT（マイド族）
- 銀魂（2012年 - 2018年、編集A、知恵空党、看守、アルタナ解放軍兵士） - 2シリーズ
- PSYCHO-PASS サイコパス（チンピラ、強盗犯）
- 夏色キセキ（車内アナウンス）

2013年
- AMNESIA（男）
- 探検ドリランド -1000年の真宝-（住民）
- トリコ（師範代）
- 問題児たちが異世界から来るそうですよ?（兵士）

2014年
- パックワールド（クリーピーB、オグル、巨大モンスター、サイクロプス）

2015年
- ガンダム Gのレコンギスタ（リジットのパイロット）
- 弱虫ペダル GRANDE ROAD（観客）

2016年
- サザエさん（2016年 - 2020年）
- ジョジョの奇妙な冒険 ダイヤモンドは砕けない（男）
- ドリフターズ（オルテ兵）

2017年
- GRANBLUE FANTASY The Animation（傭兵A）
- 戦姫絶唱シンフォギアAXZ（通信兵）
- ノラと皇女と野良猫ハート（井田）
- 将国のアルタイル（軍人人形、ポイニキア兵、親兵A、バルタ兵、ウーモ軍隊長）
- 魔法陣グルグル（トラトラ、神官）
- アイドルマスター SideM（紅井朱雀）

2018年
- ダメプリ ANIME CARAVAN（兵士B）
- クラシカロイド（警備員B）
- ポプテピピック（若衆A）
- アイカツフレンズ!（カメラマン）
- 魔法少女 俺（不良）
- グランクレスト戦記（ジョセフ）
- ちおちゃんの通学路（ベネジト〈BLゲームのキャラ〉）
- アイドルマスター SideM 理由あってMini!（紅井朱雀）
- ソードアート・オンライン アリシゼーション（2018年 - 2019年、エルドリエ・シンセシス・サーティワン） - 2シリーズ

2019年
- ドメスティックな彼女（柾岡悠弥）
- 警視庁 特務部 特殊凶悪犯対策室 第七課 -トクナナ-（若者B）

2021年
- プレイタの傷（鷲峰ラン）

2024年
- ふしぎ駄菓子屋 銭天堂（甚六）
- 終末トレインどこへいく?（抗う男）

2025年
- 沖縄で好きになった子が方言すぎてツラすぎる（古謝実咲樹）
- ヴィジランテ-僕のヒーローアカデミア ILLEGALS-（米長路次也）
- 青春ブタ野郎はサンタクロースの夢を見ない（小谷良平）

### 劇場アニメ
- ゼーガペインADP（2016年、生徒）

### OVA
- 岸辺露伴は動かない エピソード#02 六壁坂（2018年、修一[13]） - コミックス第2巻アニメDVD同梱版

### Webアニメ
- ポケモンジェネレーションズ（2016年）
- DEVILMAN crybaby（2018年、記者B、白シャツA）

### ゲーム
2012年
- 倭人異聞録 〜あさき、ゆめみし〜（真人）
- Halo 4（研究員）
- イナズマイレブンGO2 クロノ・ストーン ネップウ/ライメイ（兵士）

2013年
- NORN9 ノルン+ノネット
- ライトニング リターンズ ファイナルファンタジーXIII

2015年
- 夢王国と眠れる100人の王子様（メディ）

2016年
- 三國志13
- アイドルマスター SideM（2016年 - 2023年、紅井朱雀）
- ファイナルファンタジーXV（ディーノ）

2017年
- 異世界でカフェを開店しました。（ルドルフ・アインザム）
- アイドルマスター SideM LIVE ON ST@GE!（2017年 - 2020年、紅井朱雀）
- ノラと皇女と野良猫ハート（井田）
- CARAVAN STORIES（アリアロ）

2018年
- オンエア!（一色葵）
- モンスターストライク（2018年 - 2021年、デビルズ・パンク・インフェルノ〈モロク〉）

2019年
- ノラと皇女と野良猫ハート2（井田）

2020年
- ソードアート・オンライン アリシゼーション リコリス（エルドリエ・シンセシス・サーティーワン）

2021年
- アイドルマスター ポップリンクス（紅井朱雀）
- Paradigm Paradox（冨司リョウ）
- アイドルマスター SideM GROWING STARS（2021年 - 2023年、紅井朱雀）

2022年
- 夢職人と忘れじの黒い妖精（旭）

2024年
- モンソニ!（モロク）
- ゼルダの伝説 知恵のかりもの

### ドラマCD
- 夢王国と眠れる100人の王子様 スノウフィリアの夏休み（2015年、メディ）
- THE IDOLM@STER SideM ST@RTING LINE（2016年、紅井朱雀）
  - 09 神速一魂
  - 10 Cafe Parade
- いとしの猫っ毛（2019年、友人）
- HANDEAD ANTHEM Theme Song 『WANTED HANDEAD』（2020年、鬼童町信乃、嘉間良流、比作天外、久重護）[26]
  - B.U.H 1st ANTHEM『fLeEk』（比作天外）
  - 夜鳴 1st ANTHEM『宵宵乱舞』（久重護）
  - deva 1st ANTHEM『Why not?』（鬼童町信乃）
  - HIGH-TIDE 1st ANTHEM『BIG WAVE』（嘉間良流）
  - DROP SERIES（鬼童町信乃、嘉間良流、比作天外、久重護）

### オーディオドラマ
- アイドルマスター SideM「315 PASSION CONTENTS」（2024年、紅井朱雀） - 4作品[一覧 3]

### 吹き替え

#### 映画
- 愛してる、愛してない（男性アナ）
- 赤と白とロイヤルブルー（ヘンリー〈ニコラス・ガリツィン〉）
- 悪女/AKUJO（ヒョンス〈ソンジュン〉）
- ある愛の詩（レイ）
- イノセント・ガーデン（男子1）
- イングリッシュ・ペイシェント（ルパート・ダグラス）※Netflix版
- インフィニット（ボー〈ジェイコブ・ラティモア〉）
- ヴァンパイア・ベビーシッター（ジェームズ）
- ウォークラフト（ストームウインド士官）
- 奇跡の絆（タイニー）
- クリミナル・ミッション（マルケス〈エディ・ガテギ〉）
- 刑事ジョン・ルーサー: フォールン・サン（デレク〈エドワード・ホッグ〉）
- 高慢と偏見とゾンビ（ビングリー〈ダグラス・ブース〉）
- サイレント・ワールド2013（ライアン）
- ザ・ヴィジランテ 世界最強の私設軍隊（バリー）
- 6アンダーグラウンド（フォー〈ベン・ハーディ〉）
- スカイ・キッズ（ジャック）
- スティーラーズ（バーノン）
- ジュラシック・ワールド（ジム・ドラッカー〈マット・バーク〉）※日本テレビ版
- 世界一キライなあなたに（ルパート）
- セカンド・チャンス（シェーン）
- ちりも積もればロマンス（チャングン）
- デッドロック 絶対王者ボイカ（ドミニク）※Netflix版
- デトロイト（フィリップ・クラウス〈ウィル・ポールター〉）
- トランボ ハリウッドに最も嫌われた男（アンドリュー）
- パーソナル・ショッパー（電話の男）
- ハイエナ・ロード（トラビス）
- バトル・ハザード（ディーン）
- 遥か群衆を離れて（ジョセフ・ポーグラス〈ジョン・バレット〉）
- バンクス（ブローガン）
- ハングリー・ラビット（エドウィン）
- ファンタスティック・ビーストと魔法使いの旅（警官）
- PRESSURE/プレッシャー（ジョーンズ）
- ペレ 伝説の誕生（ジョゼ・アルタフィーニ〈ディエゴ・ボネータ〉）
- ホーンズ 容疑者と告白の角（リー・トゥルーノー〈マックス・ミンゲラ〉）
- マイPSパートナー（ヨンミン）
- マネー・スキャンダル 破滅への欲望（エド〈サミュエル・ラウキン〉）
- 魔法の館エバーモア（セブ）
- マリアンヌ（フレッチャー）
- マレガオンのスーパーボーイズ〜夢は映画と共に〜（ナシール〈アダーシュ･ゴーラヴ〉）
- 見えない目撃者（リャン・ツォン）
- メイズ・ランナー2: 砂漠の迷宮（デビッド）
- メモリーズ 追憶の剣（王）
- ラブ&マーシー 終わらないメロディー（若ブライアン）
- ロスト・シティZ 失われた黄金都市（ヘンリー・コスティン〈ロバート・パティンソン〉）
- ワンドゥギ（ヒョクチュ）

#### ドラマ
- アート・オブ・モア 美と欲望の果て（ウゼイ）
- 蒼のピアニスト（ミン）
- ALPHAS/アルファズ シーズン2（ジョン・ベネット〈スティーヴ・バイヤーズ〉）
- 1年に12人の男（イ・ス〈チェ・ヒョヌ〉）
- ウォーキング・デッド シーズン6（オーウェン）
- 王の顔（ホ・ギュン〈イム・ジギュ〉）
- GIRLS/ガールズ シーズン5（マイケル）
- ガールフレンド・エクスペリエンス（ジャック）
- ガンパウダー（ハワード）
- キス・ミー・ファースト（ジョンティ）
- キング 〜Two Hearts（ヨム・ドンハ〈クォン・ヒョンサン〉）
- THE FLASH/フラッシュ（ジュリアン・アルバート〈トム・フェルトン〉）
- ザ・ラストシップ シーズン4（ジョルジオ・ヴェレク〈ジャクソン・ラスボーン〉）
- 三銃士（パク・ダルヒャン〈ジョン・ヨンファ〉[27]）
- CSI:科学捜査班 シーズン12（プラット）
- CSI:サイバー シーズン2（アンディ）
- Secrets & Lies（タイラー）
- 11.22.63（ヘンリー）
- 紳士の品格（ジェシク）
- 水滸伝 All Men Are Brothers（史進）
- スクリーム シーズン2（ノア）
- SMASH シーズン1（サイモン）
- セイラム 魔女の棲む（男1）
- 続ハリーズ・ロー 裏通り法律事務所（ザカリー）
- ドクター異邦人（パク・フン〈イ・ジョンソク〉）
- ナース・ジャッキー シーズン6（アジェイ）
- HAWAII FIVE-0（チョイ）
- THE 100/ハンドレッド（ミラー）
- フーディーニ&ドイルの怪事件ファイル 〜謎解きの作法〜（テオドール）
- ファーストレディ（若い頃のフランクリン・ルーズベルト〈チャーリー・プラマー〉[28]）
- フォーリング スカイズ FINAL（カーゲル）
- ブリジャートン家（アンソニー〈ジョナサン・ベイリー〉）
- ボードウォーク・エンパイア 欲望の街 シーズン4（フリッチ）
- HOMELAND（レオ）
- マイ・ベイビーシッターズ・ア・ヴァンパイア（ジェームズ）
- 負けたくない!（イ・テヨン〈ハ・ソクジン〉）
- Misfits/ミスフィッツ-俺たちエスパー!（リー）
- やりすぎ配信! ビザードバーク（ダーク〈ジェイク・ポール〉）
- ラブレイン（チャールズ）
- LEFTOVERS/残された世界（アルマー）
- LAW & ORDER:Trial by Jury（ルイス）
- ローデッド: 4人の幼稚なミリオネア（ユーワン）

#### アニメ
- ファインディング・ドリー（2016年、ベン）
- ミッフィーのぼうけん（2016年 - 2017年、ボリス）
- ケンタウロスワールド（2021年、マンボウ人魚、マウスピース）
- 百妖譜（2024年、葉逢君）
- LEGO®スーパー・ヒーローズ:アクアマン（アクアマン）
- LEGO®スーパー・ヒーローズ:フラッシュ（アクアマン）

### ボイスオーバー
- アメリカン・ダンスアイドル（ケント・ボイド）
- ラストチャンス（DJロウ）

### デジタルコミック
- VOMIC クロガネ（筧吾郎）

### ラジオ
※はインターネット配信。
- アイドルマスター SideM ラジオ 315プロNight!（2018年、ニコニコ生放送※）
- 8P Radio 〜新世界への道〜（2018年、アニメイトタイムズ※）[29]
- THE IDOLM@STER MUSIC ON THE RADIO（2019年、ニコニコ生放送※） - アシスタントパーソナリティー
- MAN TWO MONTH RADIO 益山武明の熱弁道場（2019年、超!A&G+※・AG-ON Premium※）[30]
- H4NG 0UT G4RAGE（2024年 - 、ラジ友※）[31]

### インターネット番組
- 8P channel
  - 第1 - 3シーズン（2016年 - 2018年、アニメイトチャンネル）
  - 第4 - 5シーズン（2018年 - 、Rakuten TV）
- 益山武明と安中淳也のVRラジオ「ショーマチ」（2017年 - 、YouTube）
- K4カンパニー（2017年 - 2022年、YouTube・ニコニコ動画）

### 舞台
- 音楽座ミュージカル
  - 「ラブ・レター」（2013年、2015年、原作：浅田次郎） - サトシ 役　※初舞台・初主演[32]
  - 「リトルプリンス２」(2014年)  -　キツネ 役[32]
  - 「泣かないで」（2014年、2016年、原作：遠藤周作） - 長島繁雄 役[32]
  - 「メトロに乗って」（2014年、原作：浅田次郎） - アムール 役[32]
  - 「七つの人形の恋物語Ⅱ」（2015年） - レイナルド 役
  - 「とってもゴースト」（2017年） - ガイド２ 役
  - 「ホーム」（2018年） - 長谷川和弘 役
- THE IDOLM@STER SideM PASSIONABLE READING SHOW -超常事変〜対立スル正義〜-（2023年3月11日・12日、武蔵野の森総合スポーツプラザ メインアリーナ） - 紅井朱雀 役[33]
- THE IDOLM@STER SideM PASSIONABLE READING SHOW ～天地四心伝～（2024年2月11日、幕張イベントホール） - 紅井朱雀 役[34]

### 朗読劇
- VISIONARY READING「三島由紀夫レター教室」（2025年10月8日〈予定〉、紀伊國屋ホール） - 丸トラ一 役[35]

### その他
- JAZZ-ON!（2019年 - 2021年、桐生蒼弥[36][37]）

## ディスコグラフィ

### キャラクターソング
| 発売日   | 商品名                                                                                 | 歌 | 楽曲                                                                                            | 備考 |
| 2016年   | 2016年                                                                                 | 2016年 | 2016年                                                                                          | 2016年 |
| -------- | -------------------------------------------------------------------------------------- | --- | ----------------------------------------------------------------------------------------------- | --- |
| 4月20日  | THE IDOLM@STER SideM ST@RTING LINE -09 神速一魂                                        | 神速一魂 | 「バーニン・クールで輝いて」 「オレたちの最強伝説 ～一世一代、破羅駄威棲！～」 「DRIVE A LIVE」 | ゲーム『アイドルマスター SideM』関連曲                                                                       |
| 2017年   |                                                                                        | |                                                                                                 | |
| 2月1日   | Beyond The Dream                                                                       | 315プロダクション所属アイドル | 「Beyond The Dream」                                                                            | ゲーム『アイドルマスター SideM』テーマソング                                                                 |
| 2月1日   | Beyond The Dream                                                                       | 315プロダクション所属アイドル（フィジカル） | 「Beyond The Dream」                                                                            | ゲーム『アイドルマスター SideM』テーマソング                                                                 |
| 8月9日   | THE IDOLM@STER SideM ORIGIN@L PIECES 06                                                | 紅井朱雀（益山武明） | 「漢一貫ロックン・ロール」                                                                      | ゲーム『アイドルマスター SideM』関連曲                                                                       |
| 9月13日  | ガムランは凶器じゃねぇ！                                                               | 井田（益山武明） | 「ガムランは凶器じゃねぇ！」                                                                    | テレビアニメ『ノラと皇女と野良猫ハート』関連曲                                                               |
| 2018年   |                                                                                        | |                                                                                                 | |
| 3月21日  | THE IDOLM@STER SideM 3rd ANNIVERSARY DISC 03 彩 & 神速一魂 & THE 虎牙道                | 神速一魂 | 「RIGHT WAY, SOUL MATE」                                                                        | ゲーム『アイドルマスター SideM』関連曲                                                                       |
| 3月21日  | THE IDOLM@STER SideM 3rd ANNIVERSARY DISC 03 彩 & 神速一魂 & THE 虎牙道                | 彩、神速一魂、THE 虎牙道 | 「笑顔の祭りにゃ、福来る」                                                                      | ゲーム『アイドルマスター SideM』関連曲                                                                       |
| 3月25日  | THE IDOLM@STER SideM 3rd ANNIVERSARY SOLO COLLECTION 03                                | 紅井朱雀（益山武明） | 「RIGHT WAY, SOUL MATE」                                                                        | ゲーム『アイドルマスター SideM』関連曲                                                                       |
| 5月9日   | THE IDOLM@STER SideM WORLD TRE@SURE 01                                                 | 天道輝（仲村宗悟）、握野英雄（熊谷健太郎）、紅井朱雀（益山武明）、葛之葉雨彦（笠間淳） | 「永遠なる四銃士」 「MEET THE WORLD!（FRANCE Ver.）」                                           | ゲーム『アイドルマスター SideM LIVE ON ST@GE!』関連曲                                                        |
| 11月14日 | THE IDOLM@STER SideM WakeMini! MUSIC COLLECTION 01                                     | 315 STARS（フィジカル Ver.） | 「LET'S GO!!」                                                                                  | テレビアニメ『アイドルマスター SideM 理由あってMini!』エンディングテーマ                                     |
| 2019年   |                                                                                        | |                                                                                                 | |
| 3月15日  | THE IDOLM@STER SideM WakeMini! SOLO COLLECTION 01 PHYSICAL Ver.                        | 紅井朱雀（益山武明） | 「LET'S GO!!」                                                                                  | テレビアニメ『アイドルマスター SideM 理由あってMini!』関連曲                                                 |
| 5月10日  | THE IDOLM@STER SideM 4th ANNIVERSARY DISC「LIVE in your SMILE / DREAM JOURNEY」        | Altessimo、W、FRAME、彩、神速一魂、S.E.M、THE 虎牙道、Legenders | 「LIVE in your SMILE」                                                                          | ゲーム『アイドルマスター SideM』関連曲                                                                       |
| 5月29日  | ソードアート・オンライン アリシゼーション BD・DVD第5巻特典CD                           | ファナティオ（生天目仁美）、デュソルバート（花田光）、エルドリエ（益山武明） | 「Facing the jail」                                                                             | テレビアニメ『ソードアート・オンライン アリシゼーション』関連曲                                              |
| 6月26日  | アニマルズ・パレード                                                                   | キツネ（畠中祐）、フクロウ（野上翔）、タヌキ（八代拓）、ライオン（榎木淳弥）、ネズミ（ランズベリー・アーサー）、ヒツジ（髙坂篤志）、ウサギ（益山武明）、シロクマ（千葉翔也） | 「アニマルズ・パレード」                                                                        | 朗読ドラマ『ぼくらのアニマル村』関連曲                                                                       |
| 6月26日  | アニマルズ・パレード                                                                   | フクロウ（野上翔）、ウサギ（益山武明） | 「アニマルズ・パレード 〜星降る夜には〜」                                                       | 朗読ドラマ『ぼくらのアニマル村』関連曲                                                                       |
| 11月9日  | WANTED HANDEAD                                                                         | 天神コウ（小松昌平）、嘉間良流（益山武明）、三次利狂（増元拓也）、和食雷我（濱健人） | 「WANTED HANDEAD」                                                                              | キャラクターCD『HANDEAD ANTHEM』関連曲                                                                       |
| 12月18日 | THE IDOLM@STER SideM 5th ANNIVERSARY DISC 01 PRIDE STAR                                | 315 ALLSTARS | 「PRIDE STAR」 「DRIVE A LIVE」 「Reason!!」 「GLORIOUS RO@D」                                  | ゲーム『アイドルマスター SideM』関連曲                                                                       |
| 2020年   |                                                                                        | |                                                                                                 | |
| 1月22日  | THE IDOLM@STER SideM 5th ANNIVERSARY DISC 02 DRAMATIC STARS&神速一魂&F-LAGS            | 神速一魂 | 「オモイノウタ」                                                                                | ゲーム『アイドルマスター SideM』関連曲                                                                       |
| 1月22日  | THE IDOLM@STER SideM 5th ANNIVERSARY DISC 02 DRAMATIC STARS&神速一魂&F-LAGS            | DRAMATIC STARS、神速一魂、F-LAGS | 「Fine Day! Find Way!」                                                                         | ゲーム『アイドルマスター SideM』関連曲                                                                       |
| 1月29日  | fLeEk                                                                                  | B.U.H | 「fLeEk」                                                                                       | キャラクターCD『HANDEAD ANTHEM』関連曲                                                                       |
| 2月12日  | 宵宵乱舞                                                                               | 夜鳴 | 「宵宵乱舞」                                                                                    | キャラクターCD『HANDEAD ANTHEM』関連曲                                                                       |
| 2月21日  | JAZZ-ON! Sessions 星屑寄れば文殊の知恵                                                 | 桐生蒼弥（益山武明）、九鬼煌真（石谷春貴） | 「トウモロコシ畑のヌムホグ 星屑旅団JAZZアレンジバージョン」                                     | キャラクターCD『JAZZ-ON!』関連曲                                                                             |
| 2月26日  | Why not?                                                                               | deva | 「Why not?」                                                                                    | キャラクターCD『HANDEAD ANTHEM』関連曲                                                                       |
| 3月6日   | THE IDOLM@STER SideM 5th ANNIVERSARY UNIT COLLECTION -PRIDE STAR-                      | 神速一魂 | 「PRIDE STAR」                                                                                  | ゲーム『アイドルマスター SideM』関連曲                                                                       |
| 3月18日  | BIG WAVE                                                                               | HIGH-TIDE | 「BIG WAVE」                                                                                    | キャラクターCD『HANDEAD ANTHEM』関連曲                                                                       |
| 7月15日  | Rewrite the World                                                                      | 夜鳴 | 「Rewrite the World」 「参上！わりことし」                                                      | キャラクターCD『HANDEAD ANTHEM』関連曲                                                                       |
| 8月19日  | HIGH-LIGHT-BLUE                                                                        | HIGH-TIDE | 「HIGH-LIGHT-BLUE」 「Miss Mermaid」                                                            | キャラクターCD『HANDEAD ANTHEM』関連曲                                                                       |
| 8月26日  | THE IDOLM@STER SideM 5th ANNIVERSARY SOLO COLLECTION 01                                | 紅井朱雀（益山武明） | 「オモイノウタ」                                                                                | ゲーム『アイドルマスター SideM』関連曲                                                                       |
| 9月16日  | INFECTION                                                                              | B.U.H | 「INFECTION」 「Crazy Be Crazy」                                                                | キャラクターCD『HANDEAD ANTHEM』関連曲                                                                       |
| 10月21日 | Calling you                                                                            | deva | 「Calling you」 「命の華」                                                                      | キャラクターCD『HANDEAD ANTHEM』関連曲                                                                       |
| 10月28日 | PROJECT SCARD キャラクターソング ラン&ジン編                                           | ラン（益山武明）、ジン（野上翔） | 「羽翼已成」                                                                                    | 『PROJECT SCARD』関連曲                                                                                      |
| 10月28日 | PROJECT SCARD キャラクターソング ラン&ジン編                                           | ラン（益山武明） | 「羽翼已成」                                                                                    | 『PROJECT SCARD』関連曲                                                                                      |
| 11月11日 | MAD PARADE                                                                             | B.U.H | 「MAD PARADE」                                                                                  | キャラクターCD『HANDEAD ANTHEM』関連曲                                                                       |
| 12月2日  | THE IDOLM@STER SideM NEW STAGE EPISODE:06 神速一魂                                     | 神速一魂 | 「喜怒哀楽万国共通-Burn it up!-」 「NEXT STAGE!」                                               | ゲーム『アイドルマスター SideM』関連曲                                                                       |
| 12月9日  | KNOCK'EM DEAD                                                                          | 天神コウ・冨着ずみ・嘉間良眩・春野穏人（小松昌平）、嘉間良流・鬼童町信乃・比作天外・久重護（益山武明）、三次利狂・杁敦豪・真我里依留・藻津ノラ（増元拓也）、和食雷我・黒崎隆景・石垣真那人・白島溺（濱健人） | 「KNOCK'EM DEAD」                                                                               | キャラクターCD『HANDEAD ANTHEM』関連曲                                                                       |
| 12月9日  | KNOCK'EM DEAD                                                                          | 嘉間良流・鬼童町信乃・比作天外・久重護（益山武明） | 「KNOCK'EM DEAD（兄のおかきが波でランナウェイver.）」                                           | キャラクターCD『HANDEAD ANTHEM』関連曲                                                                       |
| 2021年   |                                                                                        | |                                                                                                 | |
| 2月7日   | THE IDOLM@STER SideM UNIT COLLECTION -MEET THE WORLD!-                                 | 315 ALLSTARS | 「MEET THE WORLD!」                                                                             | ゲーム『アイドルマスター SideM』関連曲                                                                       |
| 2月7日   | THE IDOLM@STER SideM UNIT COLLECTION -MEET THE WORLD!-                                 | 神速一魂 | 「MEET THE WORLD!」                                                                             | ゲーム『アイドルマスター SideM』関連曲                                                                       |
| 2月24日  | プレイタの傷                                                                           | 甲斐ヤマト（ランズベリー・アーサー）、嵐柴カズマ（千葉翔也）、茶木縞カガミ（榎木淳弥）、鷲峰ラン（益山武明）、烏末ジン（野上翔）、龍眞コウガ（八代拓）、虎尊イツキ（畠中祐）、嵐柴エイジ（髙坂篤志） | 「プレイタの傷」                                                                                | テレビアニメ『プレイタの傷』オープニングテーマ                                                               |
| 2月24日  | プレイタの傷                                                                           | 甲斐ヤマト（ランズベリー・アーサー）、嵐柴カズマ（千葉翔也）、茶木縞カガミ（榎木淳弥）、鷲峰ラン（益山武明）、烏末ジン（野上翔）、龍眞コウガ（八代拓）、虎尊イツキ（畠中祐）、嵐柴エイジ（髙坂篤志） | 「プレイタの傷 (yuzen remix)」 「プレイタの傷 (KTG remix)」                                     | テレビアニメ『プレイタの傷』関連曲                                                                           |
| 4月15日  | AWAKE                                                                                  | 天神コウ・冨着ずみ・嘉間良眩・春野穏人（小松昌平）、嘉間良流・鬼童町信乃・比作天外・久重護（益山武明）、三次利狂・杁敦豪・真我里依留・藻津ノラ（増元拓也）、和食雷我・黒崎隆景・石垣真那人・白島溺（濱健人）、ハンヒジュン・宇甘ガラ（榊原優希）、龍門樹・皆野幸（浦田わたる）、九里シモン・知花源次朗（熊谷健太郎） | 「AWAKE」                                                                                       | キャラクターCD『HANDEAD ANTHEM』関連曲                                                                       |
| 4月28日  | BUSTLING SHOW                                                                          | 甲斐ヤマト（ランズベリー・アーサー）、嵐柴カズマ（千葉翔也）、茶木縞カガミ（榎木淳弥）、鷲峰ラン（益山武明）、烏末ジン（野上翔）、龍眞コウガ（八代拓）、虎尊イツキ（畠中祐）、嵐柴エイジ（髙坂篤志） | 「BUSTLING SHOW」                                                                               | テレビアニメ『プレイタの傷』エンディングテーマ                                                               |
| 4月28日  | BUSTLING SHOW                                                                          | 甲斐ヤマト（ランズベリー・アーサー）、嵐柴カズマ（千葉翔也）、茶木縞カガミ（榎木淳弥）、鷲峰ラン（益山武明）、烏末ジン（野上翔）、龍眞コウガ（八代拓）、虎尊イツキ（畠中祐）、嵐柴エイジ（髙坂篤志） | 「BUSTLING SHOW (yuzen remix)」 「BUSTLING SHOW (KTG remix)」                                   | テレビアニメ『プレイタの傷』関連曲                                                                           |
| 6月18日  | SOLO COLLECTION Ruby                                                                   | 比作天外（益山武明） | 「LABYRiNTH」                                                                                   | キャラクターCD『HANDEAD ANTHEM』関連曲                                                                       |
| 7月21日  | SOLO COLLECTION Topaz                                                                  | 嘉間良流（益山武明） | 「Off we go」                                                                                   | キャラクターCD『HANDEAD ANTHEM』関連曲                                                                       |
| 8月11日  | SOLO COLLECTION Turquoise                                                              | 鬼童町信乃（益山武明） | 「瞳の光」                                                                                      | キャラクターCD『HANDEAD ANTHEM』関連曲                                                                       |
| 9月15日  | SOLO COLLECTION Amethyst                                                               | 久重護（益山武明） | 「気炎万丈晴れ男」                                                                              | キャラクターCD『HANDEAD ANTHEM』関連曲                                                                       |
| 9月29日  | THE IDOLM@STER SideM GROWING SIGN@L 01 Growing Smiles!                                 | 315 ALLSTARS | 「Growing Smiles!」 「DRIVE A LIVE」 「Beyond The Dream」 「NEXT STAGE!」                       | ゲーム『アイドルマスター SideM GROWING STARS』関連曲                                                         |
| 2022年   |                                                                                        | |                                                                                                 | |
| 1月8日   | THE IDOLM@STER SideM UNIT COLLECTION -Growing Smiles!-                                 | 神速一魂 | 「Growing Smiles!」                                                                             | ゲーム『アイドルマスター SideM GROWING STARS』関連曲                                                         |
| 3月4日   | HANDEAD THE BEST                                                                       | 天神コウ・冨着ずみ・嘉間良眩・春野穏人（小松昌平）、嘉間良流・鬼童町信乃・比作天外・久重護（益山武明）、三次利狂・杁敦豪・真我里依留・藻津ノラ（増元拓也）、和食雷我・黒崎隆景・石垣真那人・白島溺（濱健人） | 「MEMORIES」                                                                                    | キャラクターCD『HANDEAD ANTHEM』関連曲                                                                       |
| 3月4日   | HANDEAD THE BEST                                                                       | 天神コウ（小松昌平）、嘉間良流（益山武明）、三次利狂（増元拓也）、和食雷我（濱健人） | 「WANTEAD HANDEAD -Remix Mosh ver-」                                                            | キャラクターCD『HANDEAD ANTHEM』関連曲                                                                       |
| 3月12日  | THE IDOLM@STER SideM PASSION@TE FORMATION -PHYSICAL-                                   | 315 STARS（フィジカルVer.） | 「RED HOT BEAT!!」                                                                              | ゲーム『アイドルマスター SideM GROWING STARS』関連曲                                                         |
| 3月12日  | THE IDOLM@STER SideM PASSION@TE FORMATION -PHYSICAL-                                   | 紅井朱雀（益山武明） | 「RED HOT BEAT!!」                                                                              | ゲーム『アイドルマスター SideM GROWING STARS』関連曲                                                         |
| 9月7日   | THE IDOLM@STER SideM GROWING SIGN@L 11 神速一魂                                        | 神速一魂 | 「ROUTE77」 「タソガレドキ、Bluesy」                                                            | ゲーム『アイドルマスター SideM GROWING STARS』関連曲                                                         |
| 12月3日  | THE IDOLM@STER SideM GROWING SIGN@L SOLO COLLECTION 02                                 | 紅井朱雀（益山武明） | 「ROUTE77」                                                                                     | ゲーム『アイドルマスター SideM GROWING STARS』関連曲                                                         |
| 12月21日 | THE IDOLM@STER SideM GROWING SIGN@L 15 Take a StuMp!                                   | 315 ALLSTARS | 「Take a StuMp!」                                                                               | ゲーム『アイドルマスター SideM GROWING STARS』関連曲                                                         |
| 2023年   |                                                                                        | |                                                                                                 | |
| 2月11日  | THE IDOLM@STER SideM UNIT COLLECTION -Take a StuMp!-                                   | 神速一魂 | 「Take a StuMp!」                                                                               | ゲーム『アイドルマスター SideM GROWING STARS』関連曲                                                         |
| 3月11日  | 幻想のUtopia/安寧のDystopia                                                            | ピエール（堀江瞬）、蒼井悠介（菊池勇成）、蒼井享介（山谷祥生）、握野英雄（熊谷健太郎）、木村龍（濱健人）、秋山隼人（千葉翔也）、冬美旬（永塚拓馬）、榊夏来（渡辺紘）、若里春名（白井悠介）、紅井朱雀（益山武明）、東雲荘一郎（天﨑滉平）、アスラン＝ベルゼビュートII世（古川慎）、岡村直央（矢野奨吾）、硲道夫（伊東健人）、大河タケル（寺島惇太）、牙崎漣（小松昌平）、天峰秀（伊瀬結陸）、花園百々人（宮﨑雅也）、眉見鋭心（大塚剛央） | 「幻想のUtopia」                                                                                | 舞台『THE IDOLM@STER SideM PASSIONABLE READING SHOW -超常事変〜対立スル正義〜-』オープニングテーマ           |
| 5月31日  | THE IDOLM@STER SideM 49 ELEMENTS 12 神速一魂                                           | 神速一魂 | 「CALLING」                                                                                     | ゲーム『アイドルマスター SideM GROWING STARS』関連曲                                                         |
| 5月31日  | THE IDOLM@STER SideM 49 ELEMENTS 12 神速一魂                                           | 紅井朱雀（益山武明） | 「熱情！ Burning Voltage」                                                                      | ゲーム『アイドルマスター SideM GROWING STARS』関連曲                                                         |
| 10月28日 | THE IDOLM@STER SideM 8th STAGE THEME SONG「Hands & Claps!」                            | 315 ALLSTARS | 「Hands & Claps!」                                                                              | ライブイベント『THE IDOLM@STER SideM 8th STAGE 〜ALL H@NDS TOGETHER〜』テーマソング                          |
| 10月28日 | THE IDOLM@STER SideM 8th STAGE THEME SONG「Hands & Claps!」                            | 315 STARS（フィジカルVer.） | 「Hands & Claps!」                                                                              | ライブイベント『THE IDOLM@STER SideM 8th STAGE 〜ALL H@NDS TOGETHER〜』テーマソング                          |
| 2024年   |                                                                                        | |                                                                                                 | |
| 4月24日  | THE IDOLM@STER SideM CIRCLE OF DELIGHT 09 神速一魂                                     | 神速一魂 | 「ヒカリ待つ明日へ」 「Godspeed IGNITION!!」                                                    | 『アイドルマスター SideM』関連曲                                                                             |
| 8月7日   | THE IDOLM@STER SideM F＠NTASTIC COMBINATION 〜HEARTMAKER!!!!〜 -SPIRIT'S WAY- 神速一魂 | Beit、神速一魂 | 「ONE LIFE」                                                                                    | ライブイベント『315 Production presents F＠NTASTIC COMBINATION LIVE 〜HEARTMAKER!!!!〜 -SPIRIT'S WAY』関連曲 |
| 8月7日   | THE IDOLM@STER SideM F＠NTASTIC COMBINATION 〜HEARTMAKER!!!!〜 -SPIRIT'S WAY- 神速一魂 | 神速一魂 | 「想いはETERNITY」                                                                              | ライブイベント『315 Production presents F＠NTASTIC COMBINATION LIVE 〜HEARTMAKER!!!!〜 -SPIRIT'S WAY』関連曲 |
| 8月7日   | THE IDOLM@STER SideM F＠NTASTIC COMBINATION 〜HEARTMAKER!!!!〜 -SPIRIT'S WAY- 神速一魂 | Beit、神速一魂、W、THE 虎牙道 | 「Beyond the Dream（HEARTMAKER!!!! Ver.）」                                                     | ライブイベント『315 Production presents F＠NTASTIC COMBINATION LIVE 〜HEARTMAKER!!!!〜 -SPIRIT'S WAY』関連曲 |
| 8月7日   | THE IDOLM@STER SideM F＠NTASTIC COMBINATION 〜HEARTMAKER!!!!〜 -SPIRIT'S WAY- Beit     | Beit、神速一魂、W、THE 虎牙道 | 「DRIVE A LIVE（HEARTMAKER!!!! Ver.）」                                                         | ライブイベント『315 Production presents F＠NTASTIC COMBINATION LIVE 〜HEARTMAKER!!!!〜 -SPIRIT'S WAY』関連曲 |

### その他参加楽曲
| 発売日        | 商品名                                            | 歌                                   | 楽曲                                                             | 備考                               |
| ------------- | ------------------------------------------------- | ------------------------------------ | ---------------------------------------------------------------- | ---------------------------------- |
| 2017年5月10日 | 「8P channel 2」OP&ED CD                          | 8P                                   | 「Jumping Smlile」                                               | 『8P channel 2』オープニングテーマ |
| 2017年5月10日 | 「8P channel 2」OP&ED CD                          | 8P                                   | 「FULL VOLUME!!」                                                | 『8P channel 2』エンディングテーマ |
| 2017年6月7日  | 「8P」ユニットソングCD Vol.2                      | 榎木淳弥、益山武明                   | 「キタカゼトタイヨウ」                                           | 『8P channel』関連曲               |
| 2017年6月7日  | 「8P」ユニットソングCD Vol.2                      | 益山武明                             | 「New World」                                                    | 『8P channel』関連曲               |
| 2018年7月16日 | K for…                                            | K4                                   | 「K for…」 「K4体操」 「K for…（アナザーバージョン）」           | Web番組『K4カンパニー』関連曲      |
| 2018年11月7日 | CV                                                | 野上翔、髙坂篤志、益山武明、千葉翔也 | 「MYSTIC SECRET」                                                | 『8P channel』関連曲               |
| 2018年11月7日 | CV                                                | 益山武明、千葉翔也                   | 「statice」                                                      | 『8P channel』関連曲               |
| 2019年5月11日 | K4行進曲!!!!                                      | K4                                   | 「K4行進曲」 「STEP BY STEP」                                    | Web番組『K4カンパニー』関連曲      |
| 2019年8月23日 | Happy Glitter                                     | 益山武明                             | 「だから僕らは明日を見る」                                       | 『8P channel』関連曲               |
| 2019年8月23日 | Happy Glitter                                     | 8P                                   | 「Happy Glitter」                                                | 『8P channel』関連曲               |
| 2020年1月10日 | Sympathy                                          | 益山武明、増元拓也                   | 「Sympathy」 「Have good Holiday!」                              | Web番組『K4カンパニー』関連曲      |
| 2020年5月27日 | 8P ユニットソングドラマCD Vol.1                   | 八代拓、益山武明                     | 「緑の行方」                                                     | 『8P channel』関連曲               |
| 2020年8月31日 | Message                                           | K4                                   | 「Have a good Holiday! (All Member ver)」 「link」               | Web番組『K4カンパニー』関連曲      |
| 2021年3月19日 | Believe!                                          | K4                                   | 「Believe!」 「K4あるあるソング (全員Ver.)」                     | Web番組『K4カンパニー』関連曲      |
| 2021年3月19日 | Believe!限定盤特典CD K4あるあるソング～ソロver.～ | 益山武明                             | 「K4あるあるソング (益山ver.)」                                  | Web番組『K4カンパニー』関連曲      |
| 2021年6月30日 | CV:2                                              | CrowS                                | 「Trigger Again」                                                | 『8P channel』関連曲               |
| 2021年6月30日 | CV:2                                              | 8P                                   | 「Clover's Xmas」                                                | 『8P channel』関連曲               |
| 2021年6月30日 | CV:2                                              | 髙坂篤志、益山武明                   | 「桜の旋律」                                                     | 『8P channel』関連曲               |
| 2021年7月28日 | Course of my fate                                 | 8P                                   | 「Course of my fate」 「終わらないBlooming」 「FROM THIS PLACE」 | ゲーム『Paradigm Paradox』主題歌   |
| 2021年8月17日 | ドゥーゲン坂PartyNight☆                           | 益山武明、濱健人                     | 「ドゥーゲン坂PartyNight☆」 「link ～Acoustic ver～」            | Web番組『K4カンパニー』関連曲      |
| 2022年2月25日 | 最高LOVE                                          | K4                                   | 「最高LOVE」                                                     | Web番組『K4カンパニー』関連曲      |
| 2022年2月25日 | 最高LOVE Black Coffee特典CD                       | 益山武明                             | 「Black Coffee (益山武明ver)」                                   | Web番組『K4カンパニー』関連曲      |